# ساي يونغ (رسام رسوم متحركة)
ساي يونغ (بالإنجليزية: Cy Young)‏ هو رسام رسوم متحركة أمريكي، ولد في 22 فبراير 1900 في الولايات المتحدة، وتوفي بنفس المكان في 16 يناير 1964.

## وصلات خارجية
- ساي يونغ على موقع IMDb (الإنجليزية)
- ساي يونغ على موقع ألو سيني (الفرنسية)
- ساي يونغ على موقع أول موفي (الإنجليزية)
- ساي يونغ على موقع قاعدة بيانات الأفلام السويدية (السويدية)
- ساي يونغ على موقع قاعدة بيانات الفيلم (الإنجليزية)